# Vladimír Denkstein
Vladimír Denkstein (3. února 1906, Dobřany u Plzně – 16. února 1993, Praha) byl český historik umění, který se věnoval středověkému výtvarnému umění, ředitel Národního muzea v Praze.

## Život a působení
Pocházel ze středostavovské rodiny zemského úředníka Zdislava Denksteina a jeho manželky Boženy, rozené Vojtěchovské. . Po maturitě na Malostranském Jiráskově gymnáziu (1924) studoval v letech 1924-1928 na Filozofické fakultě Univerzity Karlovy zeměpis, historii (J. Bidlo, J. V. Šimák), později dějiny umění (V. Birnbaum, A. Matějček). Ve studiu pokračoval jako stipendista polské vlády ve Varšavě a v Krakově v letech 1928–1929. V letech 1930–1932 byl asistentem prof. Vojtěcha Birnbauma a promoval roku 1932 disertací o gotické cihlové architektuře v Čechách. Pracoval nejprve v Městském muzeu v Českých Budějovicích a s jeho ředitelem Františkem Matoušem vydal knihu Jihočeská gotika, která byla přeložena do několika jazyků.
V letech 1938–1939 byl suplujícím profesorem dějin umění na Fakultě architektury ČVUT, v únoru 1940 jej nacistická správa města Českých Budějovic propustila z Městského muzea. Krátce pak pracoval v zemském archivu a Národní galerii. Dne 1. července roku 1940 nastoupil do národopisného oddělení Národního muzea, odkud jej Josef Opitz roku 1941 výměnou za dr. Františka Kršňáka převedl do oddělení historické archeologie. Koncem 2. světové války byl totálně nasazen do továrny.
Hned po osvobození roku 1945 vstoupil do KSČ, od roku 1947 byl členem muzejní komise ÚV KSČ. Svůj podpis připojil pod výzvu prokomunistické inteligence Kupředu, zpátky ni krok!, jež byla zveřejněna dne 25. února 1948 pro podporu komunistického převratu. Roku 1949 vstoupil do SČSP, v letech 1961–1963 vystudoval Vysokou školu marxismu-leninismu.. Od roku 1945 byl přednostou, od roku 1948 zastupujícím ředitelem, v letech 1956–1970 vedoucím oddělení historické archeologie a ředitelem Národního muzea. V letech 1971–1972 byl tajemníkem Střediska pro výuku muzeologie FF UK při NM v Praze. Ve 40. a 50. letech se věnoval vědeckému zpracování kamenosochařství období středověku ve sbírce pražského lapidária, tuto práci začal spolu s Janem Květem pod vedením Josefa Opitze, spolu se Zoroslavou Drobnou a Janou Kybalovou ji uzavřeli roku 1958 katalogem lapidária. V letech 1948–1951 spolu se Z. Drobnou redigoval Časopis Národního muzea. Jako člen českého výboru Mezinárodní rady muzeí, předseda Svazu českých muzeí (1952–1960) a politicky spolehlivý ředitel významné instituce měl v 50. a 60. letech dost příležitostí procestovat země západní i jižní Evropy, kde systematicky studoval muzejní sbírky a vypracoval se na uznávanou vědeckou autoritu.
V 60. letech se badatelsky věnoval středověkým zbraním, zvl. šipkám kuší a pavézám, jejichž exempláře ze sbírky Národního muzea zařadil do širokého kontextu památek celé Evropy a muzejních sbírek celého světa. Obě tato témata publikoval ve Sbornících Národního muzea jak česky, tak německy a anglicky. Hodnost doktora věd získal za práci „Pavézy českého typu“ (1962–1965).
Roku 1970 musel odejít do důchodu, badatelsky se pak věnoval kresbám Václava Hollara, které vydal v reprezentativní monografii. Dále působil v Klubu Za starou Prahu. Navzdory vážné oční chorobě psal a až do roku 1983 přednášel na filozofické fakultě Univerzity Karlovy dějiny muzeologie. Populární články publikoval v časopisech Časopis pro dějiny venkova (1929–30), Dějiny a současnost, Jih (1935–36), Jihočeské listy (1932–39), Kulturní tvorba, Linie (1933–35), Ozvěny (1935), Slovanský přehled, Výtvarná výchova, Život.
Byl také sběratelem drobného umění, zejména grafiky.
Bydlel v Praze-Střešovicích v Lomené ulici. Poslední desetiletí života jej trápila oční choroba, poslední publikaci již nepsal, ale diktoval. Zemřel v Praze roku 1993 ve věku 87 let a byl pohřben na hřbitově Malvazinky.

### Publikace (monografie)
- V. Denkstein: Románská renesance v inkunabulích jihočeských humanistů. České Budějovice 1933 (9 stran, nákladem vlastním).
- V. Denkstein, F. Matouš, České Budějovice ve starých pohledech. České Budějovice 1934
- V. Denkstein, Zvíkov. Praha: Vyšehrad 1942
- V. Denkstein, Katedrální chrám sv. Mikuláše v Českých Budějovicích. Praha: Vyšehrad 1948
- V. Denkstein, F. Matouš, Jihočeská gotika. Praha: SNKLHU 1953 (anglicky a francouzsky Praha: Artia 1955)
- V. Denkstein, Z. Drobná: Husitské revoluční hnutí, průvodce výstavou, Národní muzeum Praha 1955 (také německy).
- V. Denkstein, Národní museum. Praha: STN 1955
- V. Denkstein, Z. Drobná, J. Kybalová: Lapidarium Národního musea, fotografie Josef Sudek. Praha: SNKLHU 1958
- V. Denkstein (úvod) a kolektiv autorů: Národní museum 1818–1968, jubilejní publikace. Orbis Praha 1972
- V. Denkstein, Václav Hollar – kresby, fotografie Vladimír Fyman a Soňa Divišová. Odeon Praha 1978 (něm. 1978)
- V. Denkstein, K vývoji symbolů a k interpretaci děl středověkého umění. Praha: Academia 1987

## Pozůstalost
- Písemnosti úřední povahy, strojopisy přednášek, projevů a článků jsou v Archivu Národního muzea v Praze
- Konvolut grafických listů ze 17.– 19. století daroval roku 1956 do sbírky Národního muzea v Praze.